# Kay Boyle
Pour les articles homonymes, voir Boyle.
Kay Boyle, née le 19 février 1902 à Saint Paul, dans l'État du Minnesota, et morte le 27 décembre 1992 à Mill Valley, en Californie, est une romancière, nouvelliste, poétesse, essayiste et une activiste politique américaine.

## Biographie
Née au Minnesota, elle grandit dans plusieurs villes américaines, mais principalement à Cincinnati (Ohio), où s'installent successivement son père avocat et sa mère, Katherine Evans, une femme de lettres et activiste politique. Elle est très influencée par ses parents qui défendent leurs convictions  antimilitaristes et socialiste, considérant que les armes nucléaires sont à prohiber et que d'être riche oblige un citoyen fortuné à aider ceux qui sont dans le besoin.
Kay Boyle étudie d'abord l'architecture dans un institut de Cincinnati, puis le violon au Conservatoire de musique de l'université de Cincinnati, avant de tout abandonner pour s'installer, en 1922, à New York, où elle travaille comme rédactrice de Broom, un petit magazine littéraire. La même année, elle épouse l'ingénieur français Richard Brault. Le couple s'installe en France, où elle vit principalement de 1923 à 1941, fréquentant le cercle des artistiques expatriés américains de la Génération perdue, de Gertrude Stein à Ernest Hemingway.
En 1926, on lui diagnostique la tuberculose, mais ce diagnostic erroné est heureusement démenti. À cette époque, son mariage bat de l'aile. Elle quitte bientôt son mari et vit un temps à Grasse, avec l'éditeur Ernest Walsh, mais quand ce dernier meurt, victime de la tuberculose, elle rentre à Paris et déploie une intense activité dans les milieux de l'avant-garde artistique. Elle commence aussi à publier régulièrement des nouvelles réunies dans son premier recueil intitulé simplement Short Stories (1929). Les publications de romans et nouvelles vont dès lors alterner et lui donner la réputation d'une femme engagée. Son premier roman, Plagued by the Nightingale paraît en 1931. Avant-hier (Year Before Last, 1932) et My Next Bride (1934) s'inspirent de sa propre expérience pour dénoncer les difficultés de la femme à obtenir le droit de vivre sa liberté sexuelle et son indépendance artistique.
Elle épouse Laurence Vail en 1932. Le couple, qui aura trois enfants, déménage à Vienne en 1933. En 1934, elle est lauréate du O. Henry Award pour sa nouvelle Maiden, Maiden, incluse ultérieurement dans le recueil The White Horses of Vienna (1935), prix qu'elle remporte de nouveau en 1941 pour la nouvelle Defeat. Elle obtient, aussi à deux reprises, en 1934 et en 1961, une bourse Guggenheim pour lui permettre de développer son œuvre poétique.
En 1936, son roman Death of a Man, plaidoyer contre la montée du nazisme, ne rencontre aucun succès.
Elle divorce de Laurence Vail en 1943, rentre aux États-Unis et, la même année, épouse le baron Joseph von Franckenstein. Ses romans des années 1940, Primer for Combat (1942), Avalanche (1944) et A Frenchman Must Die (1946), évoquent l'Occupation et les efforts de la Résistance.
Dans les années 1950, son mari et elle sont victimes du maccarthysme. L'avocat Roy Cohn démet Joseph von Franckenstein de ses fonctions au département d'État des États-Unis et Kay Boyle perd son poste de correspondant étranger pour The New Yorker et mise sur la liste noire des grands magazines américains. Les époux seront innocentés par le département d'État en 1957.
Politiquement très active dans les groupes antimilitaristes des années 1960, elle participe à des manifestations contre la guerre du Viêt Nam, est arrêtée à deux reprises et emprisonnée. En 1975, son roman The Underground Woman donne une image positive du mouvement de contestation des étudiants américains.
En 1986, pour l'ensemble de son œuvre, Kay Boyle reçoit le Robert Kirsch Award, prix honorifique associé au Los Angeles Times Book Prize.
Elle meurt en décembre 1992, à l'âge de 90 ans, dans une maison de retraite de Mill Valley (Californie).

## Œuvre

### Romans
- Plagued by the Nightingale (1931)
- Year Before Last (1932) Publié en français sous le titre Avant-hier, traduit par Marie-Louise Soupault, Paris, Calmann-Lévy, 1937
- Gentlemen, I Address You Privately (1933)
- My Next Bride  (1934)
- Death of a Man  (1936)
- Monday Night  (1938) Publié en français sous le titre La Nuit de lundi, traduit par René Guyonnet, Paris, Le Club français du livre, 1952
- The Crazy Hunter: Three Short Novels (The Crazy Hunter, The Bridegroom's Body, and Big Fiddle) (1940) Publié en français du seul The Crazy Hunter sous le titre Le Cheval aveugle, traduit par Robert Davreu, Monaco/Paris, Éditions du Rocher, coll. « Chaval chevaux », 2008  (ISBN 978-2-268-06215-0)
- Primer for Combat  (1942)
- Avalanche  (1944)
- A Frenchman Must Die  (1946)
- 1939 (1948)
- His Human Majesty  (1949),
- The Seagull on the Step (1955)
- Three Short Novels (The Crazy Hunter,The Bridegroom's Body, Decision) (1958)
- Generation Without Farewell  (1960)
- The Underground Woman  (1975)
- Winter Night (1993)
- Process (2001), publication posthume d'une roman écrit 1925

### Recueil de nouvelles
- Short Stories (1929)
- Wedding Day and Other Stories (1930)
- The First Lover and Other Stories  (1933)
- The White Horses of Vienna (1935) - incluant la nouvelle Maiden, Maiden, lauréate du O. Henry Award
- The Astronomer's Wife (1936)
- Defeat (1941) - incluant la nouvelle titre, lauréate du O. Henry Award
- Thirty Stories (1946)
- The Smoking Mountain: Stories of Postwar Germany (1951)
- Nothing Ever Breaks Except the Heart  (1966)
- Fifty Stories  (1980)
- Life Being the Best and Other Stories (1988)

### Recueils de poèmes
- A Statement (1932)
- A Glad Day (1938)
- American Citizen: Naturalized in Leadville (1944)
- Collected Poems  (1962)
- The Lost Dogs of Phnom Pehn (1968)
- Testament for My Students and Other Poems (1970)
- A Poem for February First (1975)
- This Is Not a Letter and Other Poems  (1985)
- Collected Poems of Kay Boyle (1991), anthologie

### Littérature d'enfance et de jeunesse
- The Youngest Camel (1939), version révisée sous le titre The Youngest Camel: Reconsidered and Rewritten en 1959
- Pinky, the Cat Who Liked to Sleep (1966)
- Pinky in Persia (1968)

### Essais
- Relations & Complications. Being the Recollections of H.H. The Dayang Muda of Sarawak. (1929)
- Breaking the Silence: Why a Mother Tells Her Son about the Nazi Era (1962)
- The Last Rim of The World in "Why Work Series" (1966)
- Being Geniuses Together, 1920-1930 (1968), en collaboration avec Robert McAlmon
- Winter Night and a conversation with the author in New Sounds In American Fiction (1969)
- The Long Walk at San Francisco State and Other Essays (1970)
- Four Visions of America (1977), recueil collectif avec Henry Miller, Erica Jong et Thomas Sanchez Publié en français sous le titre Quatre visions de l'Amérique, traduit par Fabrice Hélion, Paris, Buchet-Chastel, 1978
- Words That Must Somehow Be Said (1985)

## Adaptations

### Au cinéma
- 1982 : Cinq jours, ce printemps-là (Five Days One Summer), film américain réalisé par Fred Zinnemann, adaptation de la nouvelle Maiden, Maiden incluse dans le recueil The White Horses of Vienna and Other Stories, avec Sean Connery, Betsy Brantley et Lambert Wilson

### À la télévision
- 1951 : Night over London, épisode 21, saison 3 de la série télévisée américaine The Ford Theatre Hour (en), réalisé par Franklin J. Schaffner, adaptation de la nouvelle éponyme, avec Una O'Connor
- 1953 : Wedding Day, épisode 1, saison 1 de la série télévisée américaine General Electric Theater, réalisé par Sheldon Leonard, adaptation de la nouvelle éponyme, avec J. Carrol Naish
- 1955 : Outpost at Home, épisode 4, saison 4 de la série télévisée américaine General Electric Theater, réalisé par Don Nickles, adaptation de la nouvelle éponyme, avec Ralph Bellamy et Billy Chapin
- 1955 : Diagnosis of a Selfish Lady, épisode 3, saison 2 de la série télévisée américaine Studio 57, réalisé par James Sheldon, adaptation de la nouvelle éponyme, avec Marguerite Chapman et George Brent
- 1958 : The Crazy Hunter, épisode 9, saison 1 de la série télévisée américaine Westinghouse Desilu Playhouse (en), réalisé par Jerry Thorpe, adaptation du roman éponyme, avec James Burke

## Sources
- M. Clark Chambers, Kay Boyle: A Bibliography, St. Paul's Bibliographies, Winchester, 2002  (ISBN 1-58456-063-0)